# موزه فوتبال جهانی فیفا
موزه فوتبال جهانی فیفا (به انگلیسی: FIFA World Football Museum) موزه‌ای برای ورزش فوتبال است که به فیفا تعلق دارد. موزه در ستاد مرکزی فیفا، زوریخ، سوئیس قرار دارد و در ۲۸ فوریه ۲۰۱۶ گشایش یافته است.

## نمایشگاه‌ها و امکانات
موزه در فضایی به وسعت ۳٬۵۰۰ مترمربع در سه طبقه بنا گشته و ساختمان همچنین شامل یک بار (مکان) ورزشی، یک بیسترو، قهوه‌خانه، یک کتابخانه، یک فروشگاه موزه و اتاق های کنفرانس. طبقه فوقانی شامل فضاهای اداره و ۳۴ آپارتمان لوکس است. نمایشگاه موزه شامل خاطراتی از هر جام جهانی فوتبال و جام جهانی فوتبال زنان است.

## تاریخچه
برنامه‌ریزی برای یک موزه اختصاص داده شده به تاریخ فوتبال جهان در زوریخ توسط رئیس فیفا سپ بلاتر و کمیته اجرایی فیفا در سال ۲۰۱۲ پیشنهاد شد. در آوریل ۲۰۱۳، فیفا اجاره‌نامه‌ای ۴۰ ساله برای هاوس زور انج امضا کرد تا خانه برچیده و به موزه تبدیل شود؛ شهر زوریخ اجازه برنامه‌ریزی برای موزه را در نوامبر ۲۰۱۳ تایید کرد. ساخت‌وساز و بازسازی هاوس زور انج در سال ۲۰۱۴ آغاز شد و در دسامبر ۲۰۱۵ تکمیل گشت. موزه با هزینه‌ای بالغ بر 30 میلیون فرانک سوئیس در تاریخ ۲۸ فوریه ۲۰۱۶ در طی یک مراسم به ریاست جانی اینفانتینو باز شد.